# یوداگانگودا
یوداگانگودا (به لاتین: Udagangoda) یک منطقهٔ مسکونی در سری‌لانکا است که در استان جنوبی (سری‌لانکا) واقع شده‌است.